# إسماعيل أحمد قادر حسن
إسماعيل أحمد قادر حسن, (بالإنجليزية: Ismail Ahmed Kadar Hassan), (ولد 23 مايو 1987), هو لاعب كرة قدم جيبوتي - فرنسي , يَلعب حالياً كلاعب وسط لنادي SAS Épinal.

## وصلات خارجية
- إسماعيل أحمد قادر حسن على موقع الاتحاد الدولي (مؤرشف)  (الإنجليزية)
- إسماعيل أحمد قادر حسن على موقع قاعدة بيانات كرة القدم.إي يو (الإنجليزية)
- إسماعيل أحمد قادر حسن على موقع ناشيونال فوتبول تيمز (الإنجليزية)
- إسماعيل أحمد قادر حسن على موقع Soccerway.com (الإنجليزية)
- ملف في footballzz.co.uk[وصلة مكسورة].
- إسماعيل أحمد قادر حسن في الفيفا.